# Katzenstreik
Katzenstreik ist eine 1997 gegründete deutsch-englische Punkrock-/Emocore-Band, die bereits fünf Alben veröffentlicht hat. Sie gilt als eine der Pioniere, die „die Emo-Spielart von Punk und Hardcore aus den Vereinigten Staaten nach Deutschland importierte“.

## Geschichte

### 1997 bis 2001 Gründung und Debut
Katzenstreik wurde 1997 in Göttingen gegründet. Bassist Hagen bewegte seine Band dazu, in ein Studio zu gehen, um die Kompositionen aufzunehmen. Eine Veröffentlichung war nicht beabsichtigt, da mit den Studiokosten kein Geld mehr übrig war. Die Band kopierte ihre Aufnahmen auf Kassetten in kleinster Auflage. Göttingen war Ende der 1990er Jahre für die aktive politisch autonome und seine lebendige linke Kulturszene bekannt. Dass sich die Band dieser Szene selbst zurechnete verdeutlicht die auf der Website „Göttinger Stadtinfo“ veröffentlichte Bandingo: „Katzenstreik kommen aus einem politischem Umfeld und spielt meist auf nicht kommerziellen Konzerten in autonomen Zentren, besetzten Häusern oder auch schon mal im Knast.“
Der mit den Tapes veröffentlichte Song Hassmaske löste zum Teil heftige Diskussionen um linke Symbole, politische Identität und authentisches Verhalten innerhalb der autonomen Szene aus. Zahlreiche Kassettenkopien kursierten auch deshalb über politische und kulturelle Netzwerke schnell bundesweit und landeten hierüber auch bei dem Kleinstlabel Frohnatur, welches die Aufnahmen 1999 auf Vinyl veröffentlichte. 2000 folgte die Veröffentlichung auf CD beim Göttinger Label Freecore.

### 2002 bis 2009 Emowürstchen
2002 erschien das zweite Album „Emowürstchen“. In einer Mischung aus Punk und Emo-Core wurden persönliche und politische Themen poetisch miteinander verknüpft wie zum Beispiel die Überwindung von inneren Konflikten, politische Anliegen und das Streben nach einem erfüllten Leben bei gleichzeitiger Kritik an den gesellschaftlichen Verhältnissen vom Kapitalismus bis zu staatlicher Repression. Musikalisch wurde dieser lyrische Ausdruck kontrastiert durch den Einsatz klassischer Laut-Leise-Dynamiken, euphorische Tonalität bei trübsinnigen Texten. Damit setzen Katzenstreik stilistische und lyrische Standards, die bis heute auf emotionale deutschsprachige Songschreibung prägenden Einfluss – zum Teil unbewusst – ausübt. Ohne das Album kommerziell zu bewerben und professionell zu vertreiben, entwickelte sich Emowürstchen zum Selbstläufer. Die internationale Rezeption über Musiktauschbörsen führte die Band – trotz geringer Erlöse aus den physischen Albenverkäufen – mit Against Me! auf Europatournee. Die Musikkritik reagierte verspätet und suchte begeisterte Referenzen bei Jawbreaker und The Promise Ring.
In Kooperation mit ihrem Label unterm durchschnitt erschien 2004 auch das im deutschen Mainstream breit beachtete Album Solves Your Problems (2004). Es wurde für seine tiefgründige Lyrik gelobt, die persönliche Themen wie innere Konflikte, freie persönliche Entfaltung oder den Wunsch nach Anerkennung in einen gesellschaftskritischen Kontext einbindet. Die Musikkritik lobte das Album überschwänglich von Magazinen wie Intro bis zum Punk-Fanzine Plastic Bomb: „Die Vielfalt der Songs, die zwischen schnellen Rockhymnen und langsamen Stücken wechseln, macht das Album zu einem eindrucksvollen Hörerlebnis.“ Mit vielen energetischen Konzerten festigte sich der Ruf Katzenstreiks im deutschsprachigen Raum.
„Nach drei Alben, unzähligen Solibeiträgen auf Compilations, über 4.000 verkauften Tonträgern, über 150 Shows und Touren in Deutschland, Dänemark, Schweiz, Frankreich, Spanien und Luxemburg, alles ohne Management, nur durch Unterstützung des D.I.Y.-Undergrounds, bestimmte die Band ihre Position neu.“
Aufgrund steigender Aufmerksamkeit der Rock- und Poppresse als Geheimtipp des deutschen Emocore stieg schließlich auch die Sorge der Band, der Kommerzialität ausgeliefert zu sein. Sänger Bolle im Interview mit Journalist Michael Streitberger: „Ich persönlich orientiere mich überhaupt nicht an einem ‚Aufwärtssog'. Weißt du, einen Monat später verreißen dich alle. Wenn man sich davon abhängig macht wird man etwas komisch.“
Die im D.I.Y.-Kontext verwurzelten Bandmitglieder reagierten daraufhin mit einem Konzeptalbum. 2006 erschien das vierte Album IIII. Um an die rauen Wurzeln der Band zu erinnern, wurde das Album live aufgenommen. Auch das Songwriting entzog sich den gängigen Erwartungen des Mainstreams als auch der eigenen Subkultur. Das Album startet mit krachigen Garage-Punk-Songs und verliert sich in unerwarteten Electronica, Jams in einem Crossover aus Experimenten, Stilen und Formen. Kritiker bezeichnen den Stil „keiner einzigen musikalischen Sparte“ zuordenbar. Damit provozierte die Band einmal mehr an sie gerichtete Erwartungshaltungen und fordert Hörgewohnheiten heraus. In einer Poesiealbum-Beilage zum Album, von Fan und Captain-Planet-Sänger Jan Arne van Twistern designt, verewigten sich Freundinnen und Wegbegleiter der Band. Dennoch krönte das Pop-Magazin Intro das Album zum „Spektakel“.
Die Band spielte bis 2007 vereinzelte Konzerte, jedoch kaum zusammenhängende Tourneen wie in den Jahren zuvor, da sich die Bandmitglieder inzwischen auf die Städte Erfurt, Bristol, Hamburg und Berlin verteilten.
Ab 2008 kursierten Gerüchte um eine Auflösung der Band. 2009 erschien ohne großen Vorankündigung und nach fast zweijähriger Konzertpause das fünfte Album Move. Die Band gab bekannt, dass Bassist und Bandmitbegründer Hagen Sieber an den Aufnahmen nach seinem Ausstieg nicht mehr beteiligt war und Sänger Bolle den Bass einspielte. Für Konzerte komplettierte Ansgar Zeroid das Lineup. Das Album griff den treibenden, euphorischen Sound von „Solves Your Problems“ auf. Seit einer kurzen Tournee zum Album gab es von der Band keine Aktivitäten mehr.

## Stil
Die Band mischte als eine der ersten in Deutschland Punk und Indie-Rock mit dem typischen Gesang des Emo. Von der späteren Trenderscheinung haben Katzenstreik aber nicht profitieren können.
Textlich fallen Katzenstreik durch einen Sprachmix aus Deutsch und Englisch auf. Auch ihre Spielart grenzt sich von den gängigen Musikklischees ab, indem sie Emocore mit jamaikanischen Offbeats oder mit Post-Rock-Einflüssen kombinieren. Die Stilrichtung Emo passte anfangs nicht zur Identität autonomer Linker, die zu ihren Konzerten kamen. „Hier und da etwas Punk, viel Emo, ein Schuss Hardcore und Indierock, mal auf englisch, mal auf deutsch“ – fertig sei der wilde Stilmix.

## Politische Positionen
- Ihre profeministische Einstellung verdeutlichte die Band z. B. durch exklusive Konzerte in Frauengefängnissen und Konzerte für Organisationen mit feministischen Schwerpunkten oder durch Auftritte in Frauenkleidung. Auf dem Album IIII erschien der Song „Antipat“.
- Dass sie sich gewerkschaftlichen oder gewerkschaftsähnlichen Interessensgruppen verbunden sehen, zeigt Katzenstreik nicht nur durch ihren Namen, der dem englischen Begriff für einen wilden Streik entlehnt ist, einem sogenannten wildcat strike.[8] Im Song „Reconnection“ vom 2009 erschienenen Album Move heißt es beispielsweise „Niemand steht über Niemanden, Konkurrenz macht nur Sinn beim Marschieren.“
- Tobias Hunke war Mitinitiator der nationalismuskritischen Initiative I Can’t Relax in Deutschland.[9]
- In den Fokus ihrer Texte rücken Katzenstreik eigene Gefühle und Zweifel an der Richtigkeit des Lebens. Entgegen jüngerer Emopunk-Bands wie Captain Planet schlossen sich bei Katzenstreik nie explizit politische Inhalte aus, wenngleich diese niemals parolenhaft waren.

### Das LiedHassmaske
Bereits durch frühere Kassettenkopien gab es in der Linken und autonom geprägten Kultur- und Politikszene Göttingens Diskussionen um Katzenstreik. Dazu gab besonders das provokative Lied Hassmaske aus der Feder von Schlagzeuger Tobias Hunke Anlass. Es war an die autonome Szene gerichtet und forderte sie zu erwarteten Verhaltensweisen auf. Insbesondere kritisiert die Band darin, dass Träger von Sturmhauben (im Szenejargon Hassmaske) nach Demonstrationen oftmals „ein Stück Aas“ (Zitat aus Hassmaske) bei McDonald’s essen gingen. Die Band distanzierte sich später von diesem Lied und korrigierte ihre Aussage auf der 2006 veröffentlichten Platte IIII im Lied Hassmaske Disco. Auch reflektieren Katzenstreik die Forderung zu bestimmten Verhaltensweisen in späteren Songs, die Freiheiten von Zwängen und Identitäten zum Thema haben.

## Diskografie

### Alben
- 1999: Katzenstreik (LP/CD, Frohnatur/Freecore)
- 2001: Emowürstchen (CD, Freecore, unterm durchschnitt)
- 2004: … Solves Your Problems (CD/LP, unterm durchschnitt)
- 2006: IIII (CD/LP, unterm durchschnitt)
- 2009: Move (CD, unterm durchschnitt)

### Compilation
- 2005: Für ein Autonomes Zentrum in Bandung (Split-CD mit A.M Thawn)